# Bâtiment de la première pharmacie publique à Šabac
Le bâtiment de la première pharmacie publique à Šabac (en serbe cyrillique : Зграда Прве народне апотеке у Шапцу ; en serbe latin : Zgrada Prve narodne apoteke u Šapcu) se trouve à Šabac, dans le district de Mačva, en Serbie. Elle est inscrite sur la liste des monuments culturels protégés de la république de Serbie (identifiant no SK 735),.

## Présentation
Le bâtiment, situé 23 rue Gospodar Jevremova, a été construit en 1928 pour le pharmacien Ilija Ranković sur un projet de l'architecte Aleksandar Janković,.
Le rez-de-chaussée est occupé par l'espace dédié à la délivrance des médicaments, par un laboratoire, un bureau et un entrepôt, tandis qu'au sous-sol se trouvent des pièces annexes ainsi qu'un puits pour la conservation du phosphore. À l'étage se trouvait la partie résidentielle de l'édifice, et le grenier abritait une buanderie et une petite pièce supplémentaire.
Le bâtiment se situe dans l'alignement dans la rue et dispose d'un passage qui conduit à une cour d'où l'on accède à l'étage supérieur. La façade sur rue est dominée une avancée centrale prononcée, plate au rez-de-chaussée et légèrement concave à l'étage. À l'étage se trouvent trois fenêtres séparées par une série de minces colonnettes cannelées. Plus haut, au niveau du toit, se trouve un attique qui prend la forme d'une balustrade encadrée par deux vases portés par des piliers, ; à gauche et à droite de l'avancée centrale, les fenêtres sont ornées symétriquement de balcons,.
Encore aujourd'hui, le bâtiment abrite une pharmacie.
La rue Gospodar Jevremovo (Gospodara Jevrema), où se trouve le bâtiment, est inscrite sur la liste des entités spatiales historico-culturelles protégées de la république de Serbie (identifiant no PKIC 67),,,,. 